# La usurpadora (telenovela 1998)
La usurpadora è una telenovela messicana trasmessa su Las Estrellas dal 9 febbraio al 24 luglio 1998.

## Personaggi
- Paulina Martínez/Paola Montaner de Bracho, interpretata da Gabriela Spanic
- Carlos Daniel Bracho, interpretato da Fernando Colunga
- Abuela Piedad vda. de Bracho, interpretata da Libertad Lamarque
- Estefanía Bracho de Montero, interpretata da Chantal Andere
- Gema Duràn Bracho, interpretata da Dominika Paleta
- Guillermo Montero, interpretato da Juan Pablo Gamboa
- Lailita Perez, interpretata da Paty Dìaz
- Patricia de Bracho, interpretata da Jessica Jurado
- Rodrigo Bracho, interpretato da Marcelo Buquet
- Veronica Soriano, interpretata da Adriana Fonseca
- Luiciano Alcantara, interpretato da Mario Antonio Cimarro
- Leandro Gomez, interpretato da Alejandro Ruiz
- Douglas Maldonado, interpretato da Miguel De Leòn
- Lisette Bracho, interpretata da Maria Solares
- Carolina Carrillo, interpretata da Raquel Morell
- Don Panchito, interpretato da Tito Guízar
- Lourdes de Reséndiz, interpretata da Irán Eory